# Västafrikansk jordekorre
Västafrikansk jordekorre (Xerus erythropus) är en däggdjursart som först beskrevs av Anselme Gaëtan Desmarest 1817.  Xerus erythropus ingår i släktet Xerus och familjen ekorrar.

## Taxonomi
Inga underarter finns listade i Catalogue of Life. Wilson & Reeder skiljer däremot mellan 6 underarter:
- X. erythropus erythropus
- X. erythropus chadensis
- X. erythropus lacustris
- X. erythropus leucoumbrinus
- X. erythropus limitaneus
- X. erythropus microdon

## Utbredning och habitat
Denna jordekorre förekommer i centrala Afrika. Utbredningsområdets norra gräns bildar ungefär en linje mellan centrala Mauretanien och norra Eritrea. Södra gränsen sträcker sig från centrala Kongo-Brazzaville till centrala Kenya och sedan norrut till östra Eritrea. Arten förekommer i nästan alla habitat som finns i utbredningsområdet. Den är vanlig i odlade områden.

## Utseende
Arten blir 20 till 46 cm lång (huvud och bål), har en 18 till 27,5 cm lång svans och väger 300 till 945 g. Den ganska styva pälsens färg varierar mellan brunaktig, rödgrå och gulgrå och är oftast anpassad till jordens färg i levnadsområdet. På varje kroppssida förekommer två längsgående strimmor, en i vit och en mörk strimma. Västafrikansk jordekorre har en något avplattad svans som är lite mörkare än andra kroppsdelar. Artens fötter är utrustade med långa klor men de saknar hår på fotsulan.

## Ekologi
Honor och deras ungar bildar flockar som vanligen har 6 till 10 medlemmar, som mest upp till omkring 30 individer. När honorna löper ingår även vuxna hanar i flocken. Reviret för ensamlevande hanar är cirka 7 hektar stort. Individerna är aktiva på dagen men de vilar under dagens hetaste timmar i skuggan. De gräver tunnelsystem som ofta delas med andra underjordiskt levande djur. Boet där ungarna föds och uppfostras är djupare än bon som används för andra ändamål. Arten är allätare och äter bland annat nedfallna frukter, nötter, frön och rötter samt fågelägg eller insekter och andra ryggradslösa djur. När den västafrikanska jordekorren äter sitter den vanligen upprätt för att ha bättre översikt.
Vanligen riktas svansen bakåt och den når marken med spetsen. En individ som har upptäckt något ovanligt håller svansen över kroppen och viftar med den. När den känner sig hotad springer den iväg med svansen parallell med kroppen.
Alla honor som tillhör samma flock blir parningsberedda med jämna mellanrum, fördelade över hela året. Dräktigheten varar 64 till 78 dagar och sedan föds ungefär tre ungar. Många ungar är dödfödda och bara 30 procent av de befruktade äggen resulterar i levande ungar. Cirka ett år efter födelsen blir ungarna självständiga och könsmogna. De flesta individer lever inte länge på grund av att de faller offer för manguster eller för andra predatorer. Den västafrikanska jordekorren kan leva upp till två år i naturen. Individer i fångenskap blir upp till 6 år gamla.

## Status
Västafrikansk jordekorre jagas i vissa regioner för köttets skull och i Benin uppföds den som matkälla. Ibland betraktas arten som skadedjur och den bekämpas då av bönder. Trots detta är den inte hotad i beståndet. IUCN kategoriserar arten globalt som livskraftig.